# Usuitouge Railway Heritage Park
Le Usuitouge Railway Heritage Park (碓氷峠鉄道文化むら, Usui-tōge Tetsudō Bunkamura, en français "Village culturel ferroviaire du col d'Usui") est un musée ferroviaire situé à Annaka dans la préfecture de Gunma, au Japon.

## Histoire
Le musée a ouvert le 18 avril 1999, réutilisant les installations de l'ancien dépôt ferroviaire de Yokokawa qui était devenu inutile depuis la fermeture de la portion du col d'Usui de la ligne principale Shin'etsu en 1997.

## Collection
Le musée se compose des zones suivantes : 
- le bâtiment principal qui possède des espaces d'exposition, un grand diorama et une terrasse panoramique ;
- un espace de jeux pour les enfants ;
- un ancien atelier qui présente plusieurs locomotives et des simulateurs de conduite ;
- un parc extérieur où sont exposés une trentaine de locomotives et véhicules ferroviaires.

De plus, il est possible de voyager à bord de plusieurs trains dans le parc ("Mini SL" sur voie de 300 mm, "Aputo-kun" sur voie de 610 mm, "Sherpa-kun" sur une ancienne portion de la ligne principale Shin'etsu) et même d'expérimenter la conduite d'une locomotive électrique classe EF63.

## Galerie

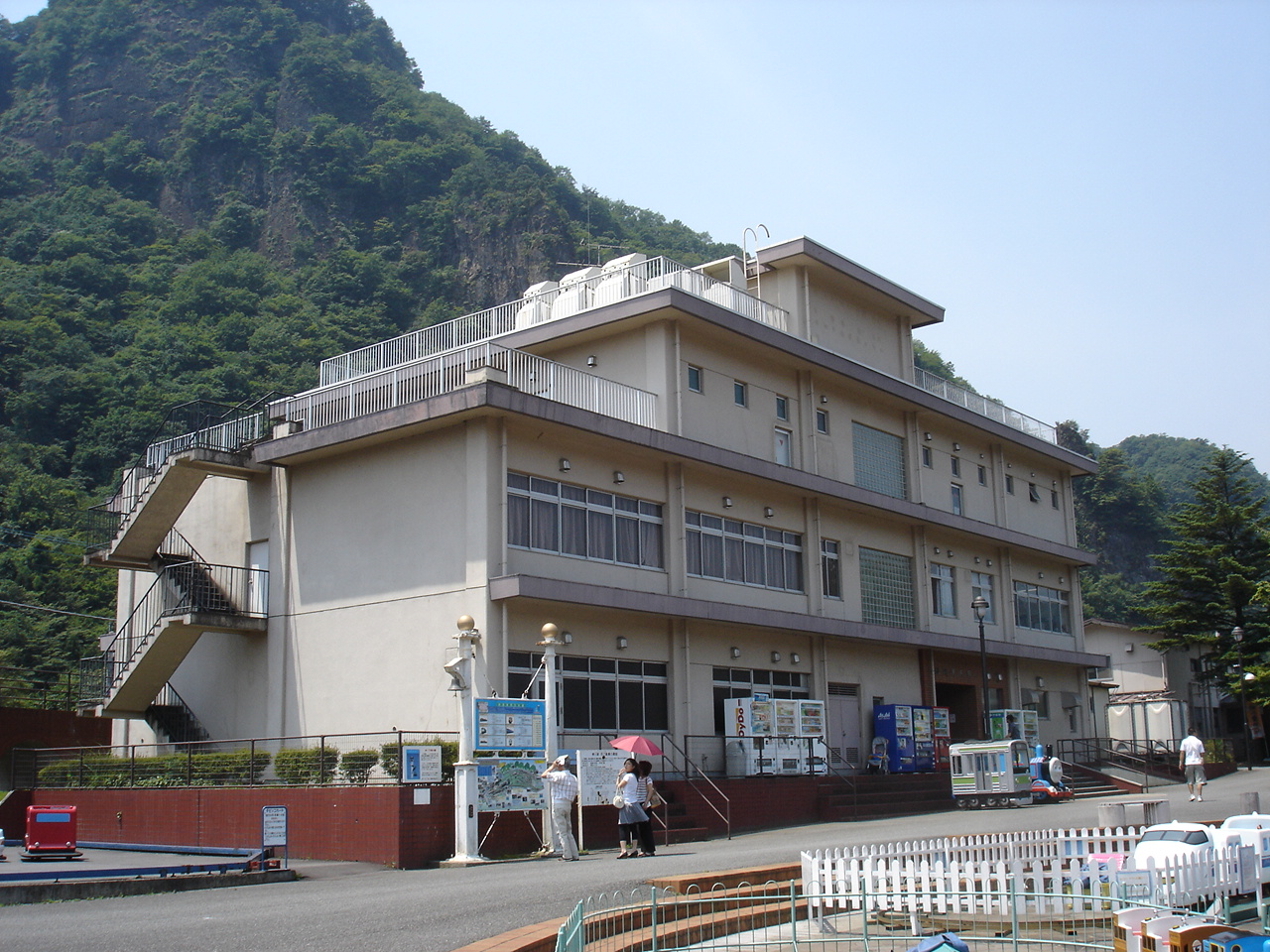
Bâtiment principal du musée.
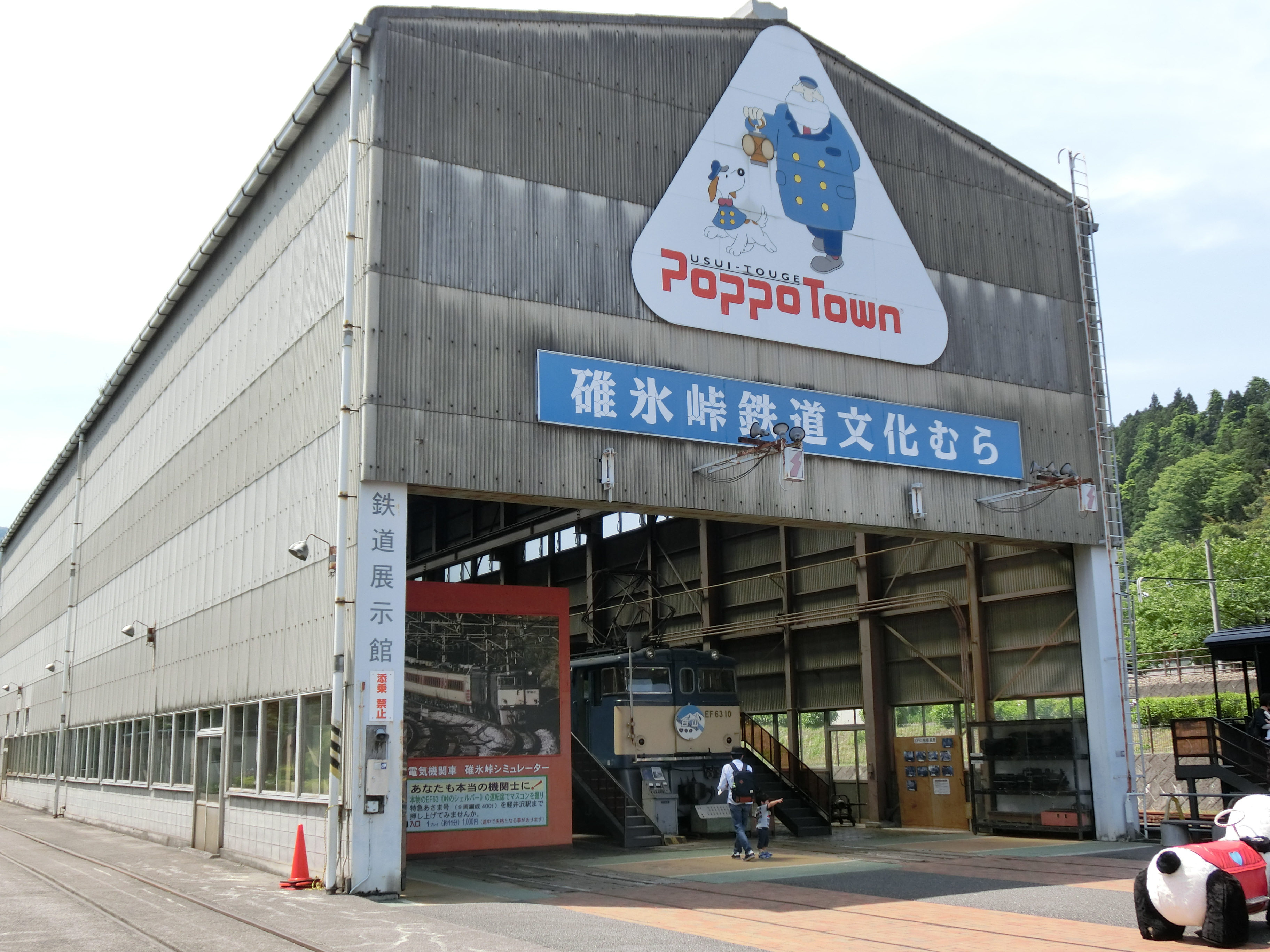
Ancien atelier devenu espace d'exposition.
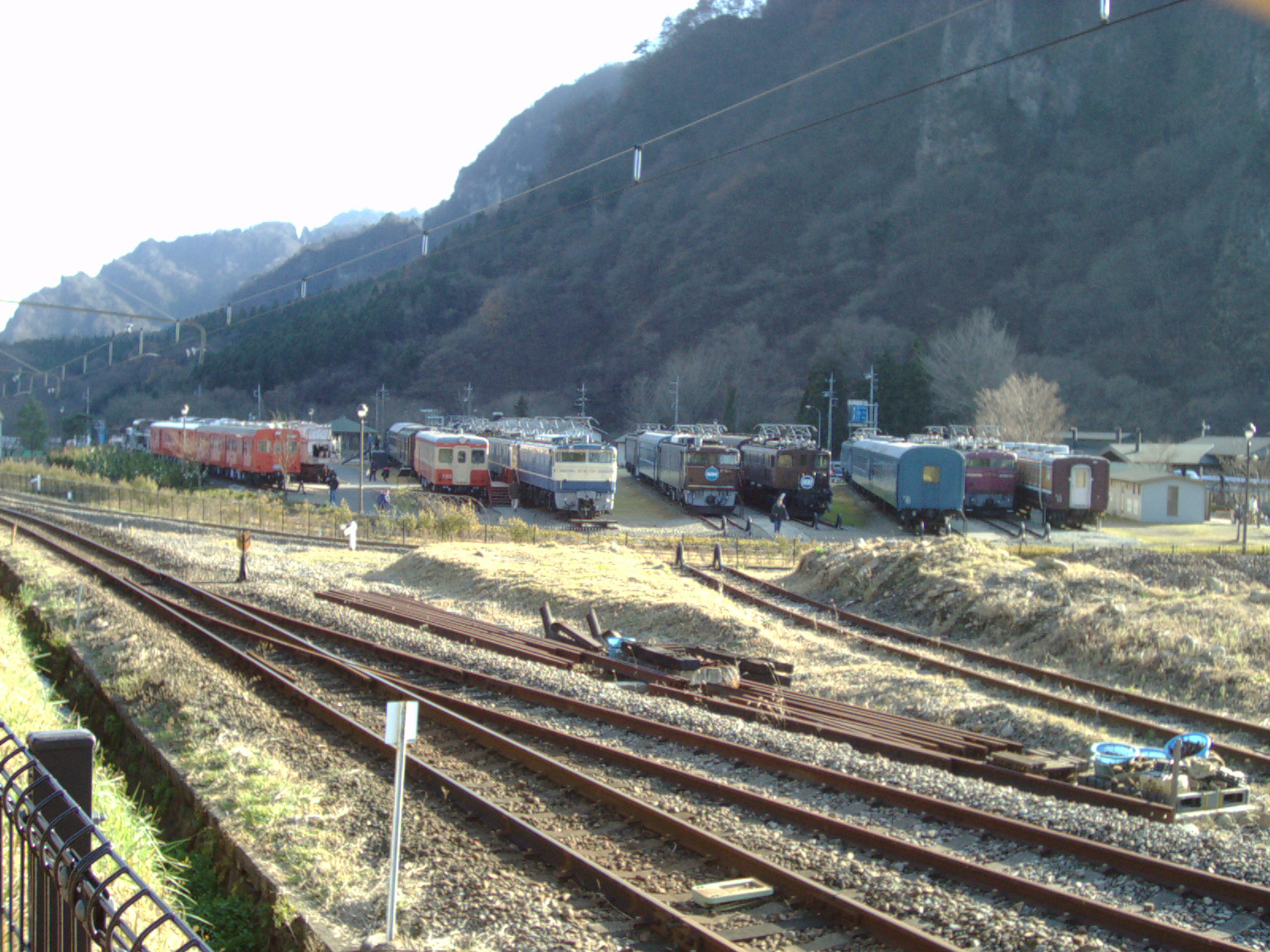
Matériel roulant exposé en extérieur.